# ヨーゼフ・アールパード・ハプスブルク＝ロートリンゲン
ヨーゼフ（ヨージェフ）・アールパード・ベネディクト・フェルディナント・フランツ・マリア・ガブリエル・ハプスブルク＝ロートリンゲン（Joseph (József) Árpád Benedikt Ferdinand Franz Maria Gabriel Habsburg-Lothringen, 1933年2月8日 ブダペスト - 2017年4月30日 マドリード）は、ハプスブルク＝ロートリンゲン家のハンガリー支流当主（1962年 - 2017年）。

## 生涯
1933年2月8日、オーストリア大公ヨーゼフ・フランツと妻のザクセン王女アンナの間に、第4子・長男として生まれた。
1944年に家族とともにハンガリーを出国し、生涯の大半をポルトガルで過ごした。リスボン大学経済学部を卒業。
1977年より40年間、ヴィテーズ騎士団総長を務めた。死後、次男ヨーゼフ・カール（1960年 - ）が後継の騎士団総長となった。

## 結婚と子女
1956年、レーヴェンシュタイン＝ヴェルトハイム＝ローゼンベルク侯家家長カールの長女マリア（1935年 - 2018年）と結婚した。8月25日に民事婚を行い、9月12日に西ドイツ・ヴェルトハイム郊外の小村ブロンバッハにおいて、宗教婚を挙げた。妻との間に8人の子供がある。
- ヨーゼフ・カール（1957年）- 生後1日で死去
- モニカ＝イロナ（1959年 - ）- 1996年シャルル・ド・ランビュールと結婚
- ヨーゼフ・カール（1960年 - ）- 1990年ホーエンベルク女侯マルガレーテ[注釈 1]と結婚
- マリア・クリスティーネ（1963年 - ）- 1988年ライモント・ファン・デル・メイデと結婚
- アンドレアス＝アウグスティヌス（1965年 - ）- 1994年ハッツフェルト＝ドーンホーフ女伯マリー＝クリスティーネと結婚
- アレクサンドラ・リディア（1967年 - ）- 1999年ウィルヘルムス・デ・ウィットと結婚
- ニコラウス・フランツィスクス（1973年 - ）- 2002年エウヘニア・デ・カロンヘ・イ・グレアと結婚
- ヨハネス・ヤコブス（1975年 - ）- 2009年マリア・ガブリエラ・モンテネグロ・ビリャミサルと結婚

## 栄典
- 金羊毛騎士団
  - 騎士（1961年～）
- ヴィテーズ騎士団（ハンガリー語版）
  - 騎士団総長（1977年～）